# 手形詐欺
手形詐欺（てがたさぎ）は、代表的な詐欺の手法のひとつ。

## 手口
以下に詳述するように、「パクリ屋」と「サルベージ屋」という分類がされることがある。両者がグルとなって二重に詐欺を仕掛けることもある。

### パクリ屋
資金繰りが苦しく正規の融資を受けられない企業に融通手形を振り出させ、それを預かったまま行方をくらます者をいう。パクリ屋の被害に遭った手形は最終的に反社会的勢力の手に渡ることになり、振り出した企業は、融資は得られないのに額面通りの返済を迫られてさらに苦境に立たされることになる。
最初は小口の手形から振り出させ、徐々に大きな金額を振り出させていく手法も使われるという。
取り込み詐欺におけるパクリ屋とも類似する。

### サルベージ屋
パクリ屋に奪われた手形を取り戻すと謳い、振出人に法外な手数料を請求する者をいう。
この種の詐欺で用いられる手形は主に融通手形であり、表沙汰になれば重大な信用低下を招くため、迅速に回収したいという心理を突いた手口である。

## 過去の巨額手形詐欺事件
- 1964年 - 吹原産業事件。自民党総裁選に絡んで様々な金融犯罪が行われたが、その中で大規模な手形の騙取も行われた[2]。
- 1982年 - 張玲子事件（朝鮮語版）。韓国で約800億円規模の巨額手形詐欺事件が発生し、大手の鉄鋼会社や建設会社の倒産に波及[3]。

## 関連記事
- 約束手形
- 手形割引
- 詐欺
- 小切手詐欺
- 取り込み詐欺
- パクリ屋
- 裁判所